# Fria Ord (Finland)
Fria Ord (finska: Vapaita Lehtisiä) var en illegal finländsk tidning som motarbetade Nikolaj Bobrikovs regim. 
Tidningen grundades 1900 av Konni Zilliacus, trycktes i Stockholm och distribuerades (jämte sin finska motsvarighet Vapaita Lehtisiä) trots stränga motåtgärder från de ryska myndigheternas sida till prenumeranterna i Finland. Den utkom fram till oktober 1905. Chefredaktör var Arvid Neovius. Zilliacus smugglade själv in en stor del av tidningarna och annan förbjuden litteratur (bland annat Vladimir Lenins tidning Iskra) med den av Gustaf Estlander konstruerade och 1901 sjösatta segeljakten Marsza. 
En duplicerad tidning med samma namn (finska: Vapaa Sana) utgavs februari-april 1918 i det av de röda besatta Helsingfors. Sammanlagt 27 nummer utkom. Utgivare var Hjalmar Dahl, Erik Grotenfelt och Eino Railo.